# Liste der Mitglieder des Deutschen Gemeindetages
Die Liste der Mitglieder des Deutschen Gemeindetages umfasst den Vorsitzenden und die Vorstandsmitglieder der durch Zwangsvereinigung aufgrund des Gesetzes über den Deutschen Gemeindetag vom 15. Dezember 1933 als Körperschaft des öffentlichen Rechts geschaffenen Spitzenorganisation der deutschen Gemeinden und Gemeindeverbände, des Deutschen Gemeindetages während der Zeit des Nationalsozialismus.

## Vorsitzender
Zum ersten Vorsitzenden des Deutschen Gemeindetages wurde am 14. Februar 1934 der Oberbürgermeister und Leiter des Hauptamtes für Kommunalpolitik der NSDAP Karl Fiehler aus München durch den Reichsminister des Inneren Wilhelm Frick ernannt.

## Vorstandsmitglieder
Beginnend bereits im Mai 1933 erfolgte zunächst die Einrichtung von 22 Landes- und Provinzialverbänden des Deutschen Gemeindetages in den deutschen Ländern und Provinzen an Stelle der bisherigen sechs kommunalen Spitzenverbände mit ihren 83 Unterorganisationen. Die einzelnen Landes- und Provinzialverbände besaßen keine Rechtsfähigkeit, sondern waren lediglich Dienststellen des Deutschen Gemeindetages und wurden überwiegend ehrenamtlich von aktiven Mitgliedern der NSDAP geleitet, die nach erfolgter Einweisung ab 14. Februar 1934 den Vorstand des Deutschen Gemeindetages bildeten. Im späteren Verlauf erfolgte die Reduzierung auf 10 Landes- und 9 Provinzialdienststellen. Hinzu kam 1938 eine Außenstelle des Deutschen Gemeindetages in Wien, der sechs Dienststellen in der „Ostmark“ unterstanden. Ferner wurde eine Außenstelle auch im Reichsgau Sudetenland eingerichtet.
Angestrebt war eine Personengleichheit zwischen den Vorsitzenden der Landes- und Provinzialdienststellen des Deutschen Gemeindetages mit den Leitern der Gau- und Kreisämter für Kommunalpolitik, die nicht durchgängig erreicht wurde.
Als erste Vorstandsmitglieder des Deutschen Gemeindetages wurden am 14. Februar 1934 auf Vorschlag des Vorsitzenden Fiehler berufen und durch Innenminister Frick eingewiesen:
1. Oberbürgermeister Hellmuth Will, Königsberg (Preußen)
2. Oberbürgermeister Heinrich Sahm, Berlin
3. Oberbürgermeister Helmut Rebitzki, Breslau
4. Oberbürgermeister Max Fillusch, Hindenburg O.S.
5. Bürgermeister Müller, Hannover
6. Oberbürgermeister Emil Brix, Altona
7. Oberbürgermeister Fritz Emil Irrgang, Bottrop
8. Bürgermeister Karl Linder, Frankfurt am Main
9. Oberbürgermeister Günter Riesen, Köln
10. Oberbürgermeister Willy Liebel, Nürnberg
11. Oberbürgermeister Franz Schwede, Coburg
12. Oberbürgermeister Carl Friedrich Goerdeler, Leipzig
13. Oberbürgermeister Karl Strölin, Stuttgart
14. Kreisdirektor und Bürgermeister Heinrich Ritter, Bingen
15. Regierender Bürgermeister Carl Vincent Krogmann, Hamburg
16. Landrat Willy Burmeister, Malchin
17. Gemeindevorsteher Meyer, Neuenburg (Oldenburg)
18. Gemeindevorsteher Otto Richter, Dobberphul
19. Landrat Heinrich Braasch, Dramburg
20. Amtsbürgermeister Maurer, Erwitte
21. Amtshauptmann Harry von Craushaar, Schwarzenberg/Erzgeb.
22. Bürgermeister Sünnemann, Stadtoldendorf, Kreis Holzminden
23. Amtsbürgermeister Felix Meyer (1896–1934), Neuenahr
24. Bürgermeister Heß, Dannenfels
25. Gemeindevorsteher Faut, Bühlertal
26. Landrat Hans Ludwig, Saalfeld
27. Gemeindevorsteher Neelmeyer, Laatzen
28. Landrat Werner Schmuck, Zielenzig
29. Landrat Fritz Lengemann, Kassel
30. Landrat Theodor Parisius, Calbe (Saale)
31. Kreistagspräsident Christian Weber, München
32. Landeshauptmann Hermann Fiebing, Schneidemühl
33. Landeshauptmann Kurt Otto, Merseburg
34. Landeshauptmann Heinrich Haake, Düsseldorf
35. Ministerialrat Erich Kunz, Dresden
36. Ministerialdirigent Schindler, Karlsruhe
37. Bürgermeister Herbert Treff, Berlin-Steglitz

1936 hatte sich die personelle Zusammensetzung wie folgt verändert:
a. Vertreter von Städten
1. Oberbürgermeister Hellmuth Will, Königsberg (Preußen)
2. Oberbürgermeister (z. Zt. unbesetzt), Berlin
3. Oberbürgermeister Hans Wagenführ, Düsseldorf
4. Oberbürgermeister Max Fillusch, Hindenburg O.S.
5. Bürgermeister Müller, Hannover
6. Oberbürgermeister Willi Banike, Dortmund
7. Oberbürgermeister Fritz Emil Irrgang, Bottrop
8. Bürgermeister Karl Linder, Frankfurt am Main
9. Oberbürgermeister Günter Riesen, Köln
10. Oberbürgermeister Willy Liebel, Nürnberg
11. Oberpräsident Franz Schwede, Stettin
12. Oberbürgermeister Carl Friedrich Goerdeler, Leipzig
13. Oberbürgermeister Karl Strölin, Stuttgart
14. Oberbürgermeister Heinrich Ritter, Gießen
15. Regierender Bürgermeister Carl Vincent Krogmann, Hamburg

a. Vertreter von Landkreisen und Landgemeinden
1. Stadtrat Crull, Schwerin
2. Landrat Burkhardt, Fulda
3. Bürgermeister Meyer, Neuenburg (Oldb)
4. Bürgermeister Otto Richter, Dobberphul
5. Landrat Braasch, Neustettin
6. Amtsbürgermeister Maurer, Erwitte
7. Amtshauptmann Harry von Craushaar, Schwarzenberg (Sachs)
8. Bürgermeister Sünnemann, Stadtoldendorf
9. Bürgermeister Tödtmann, Leverkusen-Wiesdorf
10. Bürgermeister Heß, Dannenfels (Pfalz)
11. Bürgermeister Fauth, Bühlertal
12. Landrat Hans Ludwig, Saalfeld
13. Bürgermeister Neelmeyer, Laatzen
14. Landrat und stellv. Gauleiter Werner Schmuck, Zielenzig
15. Landrat Theodor Parisius, Calbe (Saale)